# Genuine
Genuine, (dženjuin) (angl. „pravý“, „autentický“, „nefalšovaný“) je termín, který výrobci některých značkových produktů používají v podobě dovětku v obchodní komunikaci se zákazníky. Snaží se tím zdůraznit pravost svého produktu. Často jsou s tímto dovětkem komunikovány produkty, které jsou ze strany konkurence předmětem různého napodobování, nebo u nichž ze strany konkurence dochází k parazitování na značce. Dovětek genuine může být také prostým zdůrazněním značkové exkluzivity. Někdy se dovětek genuine stává i součástí značky (brandu).
Genuine ve smyslu pravý apod. se v marketingu používá především v případech, kdy se výrobce chce vymezit vůči jinému výrobku jako protiklad k padělku či napodobenině:
- pravé šampaňské / šumivé víno
- pravá skotská whisky / pálenka
- pravý ementál / děravý sýr

V těchto souvislostech nelze slovo pravý příliš dobře nahradit slovem původní (originální), protože nepůvodní šampaňské prostě neexistuje. Buď je vyrobeno podle původní receptury v oblasti Champagne-Ardenne a je to šampaňské, nebo je některý z těchto dvou atributů (způsob výroby a místo výroby) porušen a nejedná se tudíž o šampaňské.

## Rozdíly mezi slovy Genuine a Original
Anglické slovo original („původní“, „originální“) je zdánlivě velice podobné, oproti pravosti (genuine) však zdůrazňuje originalitu. V některých dalších případech zjednodušená marketingová komunikace mezi slovy genuine a original samozřejmě nerozlišuje a používá slovo original i tam, kde by se z logiky věci spíše hodilo slovo genuine.

## Příklady použití
Microsoft – Genuine Microsoft Software, Windows Genuine Advantage (softwarové ověření pravosti Windows), Genuine Microsoft Licence.
V českých marketingových materiálech je anglický termín genuine většinou trochu paradoxně překládán jako originální software. 
Flashlube – Firemní brand pro značková motorová aditiva byl v průběhu roku 2011 doplněn o dovětek genuine jako reakce na napodobeniny, které se konkurenci Flashlube snažili v různých zemích prodávat jako „něco jako Flashlube“.
Jim Beam – S logem Jim Beam Genuine se prodává veškerý sortiment této značky. Bourbon, omáčky, ale i nejrůznější firemné marketingové produkty, určené pro podporu značky (kšiltovky, trička, zapalovače apod.).
Team Fortress 2 - Předměty v počítačové hře Team Fortress 2 jsou označovány jako genuine, pokud byly uděleny např. za předobědnání určité hry službou Steam. 
Je samozřejmé, že produkty označované jako genuine jsou pravé a nefalšované i v okamžiku, kdy takto explicitně označovány nejsou. Použití slova genuine je čistě pro zdůraznění hodnoty produktu v komunikaci se zákazníky. Má chránit spotřebitele před nekalou konkurencí, respektive je vést k obezřetnosti.